# Nyíribrony, Szabolcs-Szatmár-Bereg
Nyíribrony  este un sat în districtul Baktalórántháza, județul Szabolcs-Szatmár-Bereg, Ungaria, având o populație de 1.110 locuitori (2011). 

## Demografie
Componența etnică a satului Nyíribrony
     Maghiari (93,55%)
     Romi (5,14%)
     Români (1,31%)
Componența confesională a satului Nyíribrony
     Reformați (53,24%)
     Romano-catolici (11,8%)
     Greco-catolici (4,5%)
     Necunoscută (29,73%)
     Fără religie (0,72%)
     Alte religii (2,43%)
Conform recensământului din 2011, satul Nyíribrony avea 1.110 locuitori. Din punct de vedere etnic, majoritatea locuitorilor (93,55%) erau maghiari, existând și minorități de romi (5,14%) și români (1,31%).  Din punct de vedere confesional, majoritatea locuitorilor (53,24%) erau reformați, existând și minorități de romano-catolici (11,8%) și greco-catolici (4,5%). Pentru 29,73% din locuitori nu este cunoscută apartenența confesională.